# IC 1272
IC 1272 је група звијезда у сазвјежђу Херкул која се налази на листи објеката дубоког неба у Индекс каталогу.
Деклинација објекта је + 25° 7' 45" а ректасцензија 18h 4m 55,8s.